# Аллагулова, Юлия Якуновна
Юлия Якуновна Аллагулова (р. 15 июня 1972, Ленинград) — советская шорт-трекистка, бронзовый призёр зимних Олимпийских игр 1992 в женской эстафете на 3000 метров. Заслуженный мастер спорта России.
Живёт в Санкт-Петербурге.
В шорт-трек пришла в 13 лет из фигурного катания. Тренировались у тренера Юрия Павловского, на базе Текстильного института (Ленинградского института текстильной и легкой промышленности имени С. М. Кирова, где преподавал Павловский). Завершила карьеру после ЗОИ-1992, вышла замуж в 20 лет.
Муж — Александр Климов, конькобежец; воспитывают двух сыновей. Спортивный менеджер у сына — Филиппа Климова, теннисиста, который выиграл юниорский командный чемпионат Европы и мира (2013).

## Экипировка
В сборной страны, выигравшей медали в 1991—1992 годах не было экипировки для шорт-трека.
Шлемы — велосипедные, «без аэродинамики, естественно» (из интервью Аллагуловой).
Перчатки — вместо специальных, с напальчниками, которые позволяют удерживать равновесие на поворотах, сборная страны использовала переделанные две «кожанки» (с мехом и без), «мы их брали — говорит Аллагулова, — перематывали пальцы поверх перчаток изолентой и бегали».
Защитные щитки — только наколенники.
Ботинки — сделаны Александром Сизовым из эпоксидки по следующей технологии: брался слепок ступни, отливалась форма из эпоксидного клея. Юлия Якуновна с благодарностью вспоминала его работы: «Работа ювелирная: ботинок должен сидеть по ноге, не жать, не давить, в поворотах быть жестким. И Саша, сам конькобежец, все это делал — причем на очень приличном уровне».